# Castello di Favara
Il Castello Chiaramontano di Favara  è un castello della seconda metà del Duecento costruito da Federico II di Svevia, rimaneggiato poi alla celebre forma attuale da Federico II della nobile famiglia dei Chiaramonte.

## Storia
Fu costruito attorno alla fine del Duecento. Agli albori presentava una struttura militare voluta dall'imperatore Federico II di Svevia che fu poi utilizzata come residenza di caccia.La corte di codesto complesso occupava tutta la superficie dell'odierna piazza Cavour (da questo si denota la longeva grandezza della piazza che non fu mai trasformata in un quartiere), le mura invece sarebbero state in parte abbattute (per fare sbocchi di strade) e in parte assorbite dai palazzi costruiti in seguito. Agli angoli di queste mura vi erano quattro baluardi di cui quello a Nord-Est fu trasformato in castello dalla nobile famiglia dei Chiaramonte che fece altre varie modifiche circostanti come mura minori, portali ed addirittura una torretta merlata. All'interno delle mura presentava una sorta di cappella palatina che fu poi abbattuta; sullo stesso luogo sorse nel 600' l'odierna chiesa barocca del Rosario. le sue forme riprendono modelli federiciani.
Il palazzo venne abitato fino agli inizi del Seicento, mentre nel Settecento vennero adibite a carcere gli ambienti delle cucine ai lati del portale ogivale (nel corso dell'Ottocento quelli a sinistra erano utilizzati come carcere criminale e quelli di destra come carcere civile. I prigionieri hanno lasciato numerosi graffiti sulle pareti.
Una torre merlata che si trovava nell'angolo sud-ovest del recinto esterno, citata nel 1611, venne ristrutturata intorno al 1820 e fu abbattuta per l'edificazione del palazzo di Giuseppe Cafisi negli anni 1840, insieme ad un grande portale gotico ("portale maggiore"); contemporaneamente la grande cisterna al centro del recinto venne ricoperta dal selciato.
Negli anni sessanta del Novecento il recinto venne privato del tratto occidentale, dalla parete meridionale del castello al nuovo ufficio postale (1963).
Sempre in questi anni il castello subì gravissimi danni dovuti alla demolizione del soffitto dell'ultimo piano a favore di un solaio in cemento armato per adattare la struttura a consiglio comunale. Vennero murate finestre e foratoie e aperti muri e soffitti. Fortunatamente in un restauro avvenuto negli anni 2000 è stato ripreso portandolo quanto più possibile allo splendore originale.

## Descrizione

### Esterno
Nella parte sud l'edificio del castello è circondato da un recinto fortificato che risulta formato da un quadrilatero regolare contiguo, ma soltanto in parte alla parete sud dell'attuale palazzo, formando con quest'ultimo una figura irregolarmente ottagonale. Nella parete esterna del lato ovest del recinto, in prossimità dell'angolo sud-ovest, vi era una torre merlata che si affacciava sulla piazza antistante il castello. Dal recinto il "portale maggiore" gotico, anch'esso perduto, permetteva di accedere alla piazza.
Il recinto è rintracciabile sul lato ovest nel muro perimetrale est dell'attuale biblioteca del barone Antonio Mendola. La presenza di due porte nel recinto fortificato, suggerisce che il castello dovesse trovarsi a cavallo della cinta muraria cittadina.
Il nucleo centrale si presenta con caratteristiche residenziali più che militari, con pianta regolare quadrata.

### Interno

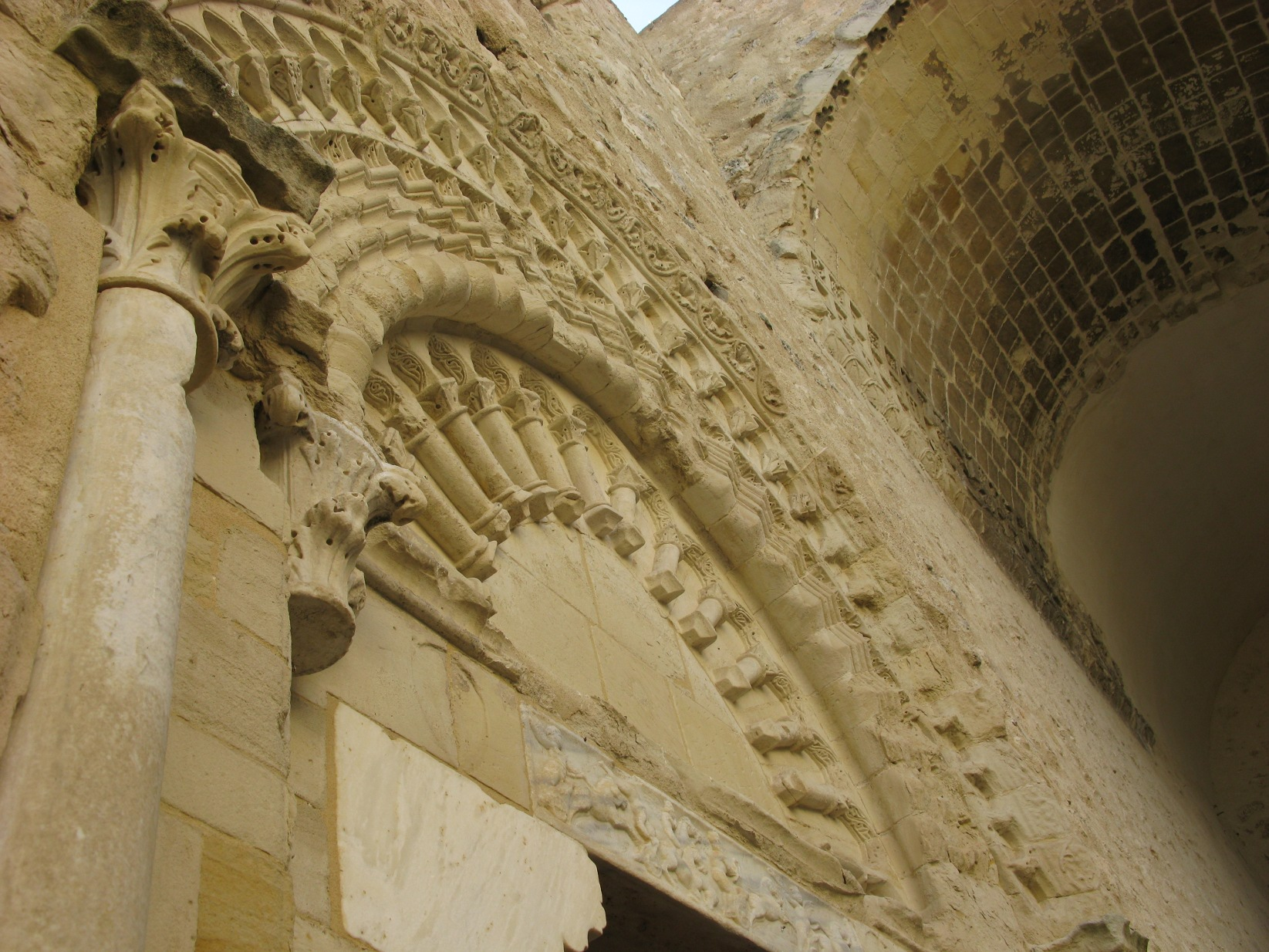
Portale d'ingresso della cappella.

Gli ambienti interni del complesso si articolano su due piani, quelli inferiori con volte a botte apparecchiate con conci e monofore a feritoia. Nel suo nucleo centrale, al contrario di quanto si possa pensare, esso si presenta come una grandiosa dimora con spiccate caratteristiche residenziali, anziché strategico - militari.
In alto a sinistra del portale d'ingresso, sul lato sud, sono presenti due stemmi, uno dei quali (uno scudo con tre losanghe nel capo) è riferibile alla famiglia spagnola dei Perapertusa.
Attraverso un portale ogivale, oggi occluso, si entrava nel castello, e precisamente in un androne ai lati del quale ci sono due stanze al piano terra. Quella di destra, nel Cinquecento, era detta coquina veteri ossia "cucina vecchia"; i muri conservano tracce nere di fumo sui muri, anche nell'androne. La cucina di sinistra era detta semplicemente coquina ossia cucina, intesa come nuova, alla quale venne aggiunta la cappa con canna fumaria.
Nell'androne sull'angolo nord-ovest, un monte a cinque punte ricorda i Chiaramonte. Alle pareti di questo grande ambiente si conservano tracce di pittura, di incerta origine, offuscate dal nero del fumo e la presenza, nella parete est, di due grandi croci inserite in due cerchi.
Sulla corte centrale quadrata si affacciano numerosi portali e finestre. A destra si conserva solo parzialmente uno stemma con la testa di un rapace con le ali e il corpo in gran parte rovinati, e con in basso e a sinistra, la testa di una lepre, tema araldico di Federico II, che non troviamo in nessuna famiglia siciliana del Medioevo. Nella parete destra della corte, si incontra un altro portale, eseguito nel 1872 su ordine dell'allora proprietario Giuseppe Cafisi, che immette in una scala coeva, che conduce a un ballatoio esterno nel lati est e nord, dove si apre uno spazio verde ancora oggi appartenente al castello. A sud di questo giardino si possono ammirare il recinto fortificato e sebbene ostruito il portale d'ingresso.

## Cronotassi dei possessori del castello[3]
- Federico II di Svevia
- Federico I Chiaramonte
- Manfredi I (di Federico I e Marchisia Prefolio)
- Giovanni I il Vecchio (di Federico I e Marchisia Prefolio)
- Federico II (di Federico I e Marchisia Prefolio)
- Giovanni II (di Manfredi I e Isabella Mosca)
- Giacomo (di Giovanni I e Lucca Palizzi)
- Enrico I (di Giovanni I e Lucca Palizzi)
- Manfredi II (di Giovanni I e Lucca Palizzi)
- Simone (di Manfredi II e Mattia Aragona)
- Federico III (di Giovanni I e Lucca Palizzi)
- Matteo (di Federico III e Costanza Moncada)
- Manfredi III (di Giovanni II ed Eleonora d'Aragona)
- Andrea Chiaramonte
- Enrico II (di Matteo e Iacopa Ventimiglia)
- Montecateno (1392 - 1398)
- Perapertusa, i Perapertusa Castellar e gli Ajutamicristo (1398 - 1520)
- De Marinis (o Marino) (1520 - 1593)
- Gli Aragona e Tagliavia (1593 - 1695)
- Famiglia Pignatelli (1695 - 1829)
- Famiglia Cafisi (1829 - 1941)
- Famiglia Micciché (1941 - 1962)
- Il Comune di Favara (1962 - oggi)

## Uso attuale
Oggi il castello è sede di conferenze di vario genere nonché di manifestazioni e mostre pittoriche.
La più importante manifestazione è la sagra dell'Agnello pasquale.